# Кровино Сельцо
Кровино Сельцо — деревня в Будогощском городском поселении Киришского района Ленинградской области.

## История
Согласно карте  Ф. Ф. Шуберта 1872 года деревня называлась Босалаевская и насчитывала 25 крестьянских дворов.

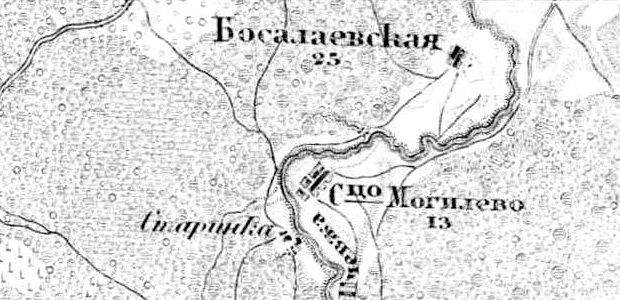
Деревня Кровино Сельцо на карте 1872 года

КРОВИНО (БАСАЛОМСКОЕ) — деревня Кровинского общества, прихода погоста Пятницы.
 
Крестьянских дворов — 37. Строений — 67, в том числе жилых — 42. 

Число жителей по семейным спискам 1879 г.: 89 м. п., 95 ж. п.; по приходским сведениям 1879 г.: 88 м. п., 99 ж. п.

В конце XIX века деревня административно относилась к Васильковской волости 1-го стана, в начале XX века — Васильковской волости 4-го стана 3-го земского участка Тихвинского уезда Новгородской губернии.

КРОВИНО СЕЛЬЦО — деревня Кровинского общества, дворов — 38, жилых домов — 38, число жителей: 119 м. п., 126 ж. п. 

Занятия жителей — земледелие. Река Пчёвжа. (1910 год)

Согласно карте Петроградской и Новгородской губерний 1915 года деревня называлась Босалаевская и насчитывала 25 дворов.
С 1917 по 1918 год деревня Кровино Сельцо входила в состав Васильковской волости Тихвинского уезда Новгородской губернии.
С 1918 года в составе Череповецкой губернии.
С 1927 года в составе Кукуйского сельсовета Будогощенского района.
В 1928 году население деревни Кровино Сельцо составляло 299 человек.
С 1932 года в составе Киришского района.

Деревня Кровино Сельцо на карте 1932 года

Согласно карте Ленинградской области Северо-западного аэрогеодезического треста ГГУ издания 1932 года деревня называлась Босалаевская и насчитывала 13 крестьянских дворов.
По данным 1933 года деревня Кровино Сельцо входила в состав Будогощенского сельсовета Киришского района.
Согласно переписи населения СССР 1939 года население деревни Кровино Сельцо составляли 72 мужчины и 94 женщин, всего 166 человек.
С 1963 года в составе Волховского района.
С 1965 года вновь в составе Киришского района. В 1965 году население деревни Кровино Сельцо составляло 45 человек.
По данным 1966, 1973 и 1990 годов деревня Кровино Сельцо также входила в состав Кукуйского сельсовета.
В 1997 году в деревне Кровино Сельцо Кукуйской волости проживали 6 человек, в 2002 году — 14 (все русские).
В 2007 году в деревне Кровино Сельцо Будогощского ГП проживали 11 человек, в 2010 году — 9.

## География
Деревня расположена в юго-восточной части района на автодороге 41К-233 (подъезд к посёлку Будогощь), к востоку от автодороги 41А-009 (Лодейное Поле — Тихвин — Чудово).
Расстояние до административного центра поселения — 8 км.
К востоку от деревни проходит железнодорожная линия Будогощь — Тихвин. Расстояние до ближайшей железнодорожной станции Будогощь — 6 км.
Деревня находится на левом берегу реки Пчёвжа.

## Демография
| 1879 | 1910 | 1928 | 1965 | 1997 | 2002 | 2007 |
| ---- | ---- | ---- | ---- | ---- | ---- | ---- |
| 184  | ↗245 | ↗299 | ↘45  | ↘6   | ↗14  | ↘11  |
| 2010 | 2017 |      |      |      |      |      |
| ↘9   | ↗16  |      |      |      |      |      |

### Национальный состав
Согласно данным Всероссийской переписи населения 2021 года в деревне проживали 19 человек, все русские.

## Улицы
Восточная, Киришская, Полевая, Центральная.